# Bruno Schönlank (Schriftsteller)
Bruno Schönlank (* 31. Juli 1891; † 1. April 1965 in Zürich) war ein deutscher Lyriker,  Dramatiker, Roman- und Hörspielautor, Landwirt und Buchhändler.

## Leben
Schönlank war der Sohn des Journalisten Bruno Schönlank. Nach dem Besuch des Gymnasiums und einer Ackerbauschule arbeitete er als Buchhandelsgehilfe. Im Anschluss an eine Friedensdemonstration 1915 wurde er verhaftet und danach eingezogen. Während der Novemberrevolution stand er zeitweilig der Spartakusgruppe nahe. Bis 1933 arbeitete er als Redakteur mehrerer sozialdemokratischer Zeitungen. 1933 emigrierte er in die Schweiz und ließ sich in Zürich nieder.
Seine Werke sind geprägt von linken, sozialdemokratischen Positionen und einem abstrakt symbolischen Stil. Er gilt als Arbeiterdichter, wobei vor allem seine Sprechchöre als bedeutsam für die Entwicklung dieser Gattung angesehen werden.
Sein Nachlass befindet sich im Besitz des Fritz-Hüser-Instituts.

## Werke (Auswahl)
- In diesen Nächten. Gedichte. Berlin: Verlag Paul Cassirer, 1917.
- Ein goldner Ring, ein dunkler Ring. Gedichte. Berlin: Verlag Paul Cassirer, 1919.
- Brennende Zeit. Tragödie. Berlin: Seehof, 1920.
- Grossstadt. Chorwerk. Berlin: E. Laub, 1923.
- Großstadt-Märchen. Berlin: Verlag für Sozialwissenschaft, 1924. Neuauflage: Das Kraftbonbon und andere Großstadtmärchen. Berlin: Büchergilde Gutenberg, 1928.
- Ein Frühlings-Mysterium. Dramatisches Chorwerk in fünf Aufzügen. Berlin: Verlag für Sozialwissenschaft, 1925.
- Seid geweiht! Ein Sprechchorspiel zur Jugendweihe. Berlin: Arbeiterjugend-Verlag, 1927.
- Der gespaltene Mensch. Spiel für bewegten Sprechchor. Berlin: Volksbühnen-Verlags- und Vertriebs GmbH 1927.
- Agnes. Ein Roman aus der Zeit des Sozialistengesetzes. Berlin: Der Bücherkreis, 1929. Neuauflage: Berlin: Info-Buchverlag, 1948.
- Fiebernde Zeit. Sprechchöre und Kantaten. Arbon: Genossenschaftsdruckerei, 1935. Deutsches Exilarchiv 5248 (enthält zwischen 1919 und 1932 geschriebene Sprechchöre).
- Schweizer Märchen. Zürich: Fraumünster-Verlag, 1938.
- Lass Brot mich sein. Ausgewählte Gedichte. Zürich: Oprecht, 1940.
- Mein Tierparadies. Zürich: Artemis-Verlag, 1949.
- Funkenspiel. Zürich: Alpha-Presse, 1954.